# Ѯ
Ksi (Ѯ para mayúscula y ѯ para minúscula) es una letra obsoleta del alfabeto cirílico utilizada en el antiguo alfabeto eslavo eclesiástico, con un sonido de /ks/ o /x/. Su forma y sonido provienen de la letra griega xi (Ξ, ξ).

## Sistema numeral
Este carácter tiene un valor de 60 en el antiguo sistema numeral eslavo eclesiástico.

## Unicode
Este carácter se visualiza por unicode con una calidad bastante deficiente. Depende de la fuente utilizada para la codificación. Sus códigos son U+046E para mayúscula y U+046F para minúscula.
- Datos: Q424897
- Multimedia: Cyrillic Ksi / Q424897